# 1038 Такія
1038 Такія (1038 Tuckia) — астероїд головного поясу, відкритий 24 листопада 1924 року.
Тіссеранів параметр щодо Юпітера — 2,992.
Названо на честь Едварда Така (англ. Edward Tuck 1842-1938) американського банкіра і філантроа.